# Peperomia naevifolia
Peperomia naevifolia är en pepparväxtart som beskrevs av William Trelease. Peperomia naevifolia ingår i släktet peperomior, och familjen pepparväxter. Inga underarter finns listade i Catalogue of Life.